# Апц
Апц (венг. Apc [ɒpts]) — село в Венгрии, в регионе Северная Венгрия, в медье Хевеш, в Хатванском яраше.

## Расположение
Деревня расположена в долине реки Задьвы, на левом её берегу, в пойме. Тип населённого пункта: квартальная деревня с разветвлённой уличной сетью. Ближайший город — Лёринци (9 км). Возле деревни находится небольшое озеро (озеро Апци или Селешкёи).

### Транспорт
Автомобильное сообщение осуществляется от Автомагистрали №21 через 2-километровое отклонение; железнодорожное сообщение поездами по железнодорожной линии Хатван-Шомошкёуйфалу (железнодорожная станция Апц-Задьвасанто).

## История
Населённый пункт эпохи Арпада, но согласно археологическим находкам из выявленных археологами в 2009 в квартале Берекалья, расположенного на краю села, остатках населённого пункта эпохи неолита, Апц был заселён уже в бронзовом веке. Первое письменное упоминание датируется 1246 годом (Opucz – Опуц). Название деревня унаследовала от своего землевладельца рода Апц, в то же время согласно легендам, не имеющим под собой реальной основы, деревню могли назвать и по жившим здесь аббатисам. Apcz (Апц)  первоначально относился к патайской или по-другому: матрауйварской крепостной системе. В папской документации 1332–1337 годов название фигурировало как Opuz (Опуз).
В XV веке здесь поселились гуситы. Тогда же здесь была построена и церковь.
В конце XV века село стало посадом. Также упоминаются национальные ярмарки 1482 и 1484.
В 1447 и 1448 годах землевладельцами здесь были Сантаи, затем Черёи, а в 1469—1489 годах — Апци Берцели, в 1480 году здесь жил один из членов семьи Раднот под фамилией Апци.
Согласно переписи 1552 года было 22 участка крепостных людей, затем в 1589—1590 годах по отчётным книгам капитана эгерской крепости Жигмонда Ракоци. Десятая часть жителей была откомандирована для поддержания эгерской армии на прохождение службы в эгерскую крепость.
В 1584 году владельцами села были Адам Ваи, Иштван Балашши, Янош Дарваш и Радаи. В 1693 году граф Иштван Кохари владел 3, а Ласло Ваи 2 дворами, а в 1741 году село относилось к хатванским владениям графа Штархемберга.
В XIX веке у села было большое количество хозяев; князь Грашшалкович, жена графа Йожефа Телеки и жена барона Ласло Подманицки, затем имение принадлежало Грашшалковичам, позднее семье барона Шины, далее Миклошу Кишу, также принадлежало Алмашши. В 1873 году у Алмашши село выкупил Сент-Ивань Фаркаш, что построил здесь дворец в 1876 году, который затем унаследовал его тёзка-сын.
В 1910 году из 2287 жителей 2273 были венграми. Из них 2081 были римскими католиками, 29 лютеран, 159 иудейской веры.
В 1944 году в Апце жило 124 еврея. 9 мая венгерская жандармерия на арендованных телегах перевезла евреев в хатванское гетто. 12 июня их депортировали в Освенцим, в эту депортацию также попал и последний раввин села Енё (Иошуа) Гюнц и его семья. После войны из евреев вернулось назад только 15 человек. Синагога, которую посещали евреи из местных окрестных сёл Йоббадьи, Рожасентмартон, Задьвасанто, получила значительные повреждения. После войны евреи вновь постепенно расселились. Но в самом селе евреев в 1962 году уже не было.
В начале XX века село относилось к округу Хатван комитата Хевеш.

### Национальный состав
Национальный состав населения Апца, согласно переписи населения 2001 года: венгры — 97 %, цыгане — 3 %.

## Население
| Год  | Численность | Численность |
| ---- | ----------- | ----------- |
| 2013 | 2536        | [ 5 ]       |
| 2014 | 2501        | [ 6 ]       |
| 2015 | 2453        | [ 7 ]       |
| 2021 | 2485        | [ 8 ]       |
| 2022 | 2455        | [ 9 ]       |
| 2023 | 2441        | [ 10 ]      |
| 2024 | 2381        | [ 1 ]       |

## Достопримечательности
- Римская католическая церковь короля Святого Иштвана (XV века, изначально была построена в готическом стиле, перестроена в 1775 году в стиле барокко). Церковь ранее была окружена каменной стеной.

Также в Шомйохедь ещё в середине 1800-х годов стояла часовня.
- Виноделие

## Интересные факты
В доме 4 по улице Петёфи провёл последние годы своей жизни писатель граф Казмер Зичи, землевладелец села Зичиуйфалу медье Фейер, который после экспроприации своих владений переселился в Апц к своей дочери, Анне Зичи (в замужестве Сент-Ивани Фаркаш). После его смерти 1 мая 1955 года графа похоронили сперва в Апце, затем в 1980-х годах эксгумировали и перевезли его останки на вечный покой на зичиуйфалуское кладбище.